# تبول

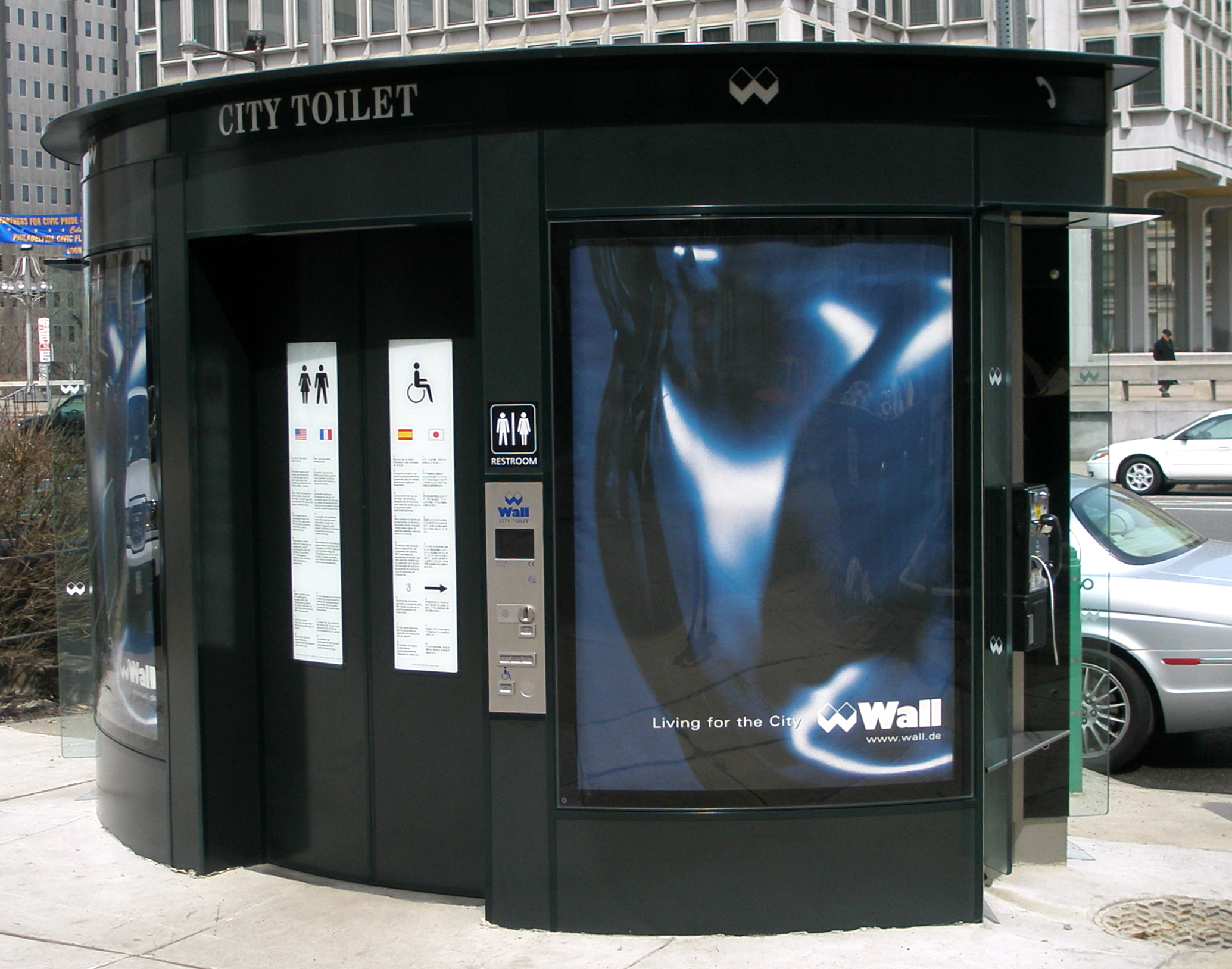
مرحاض عمومي في فيلادلفيا

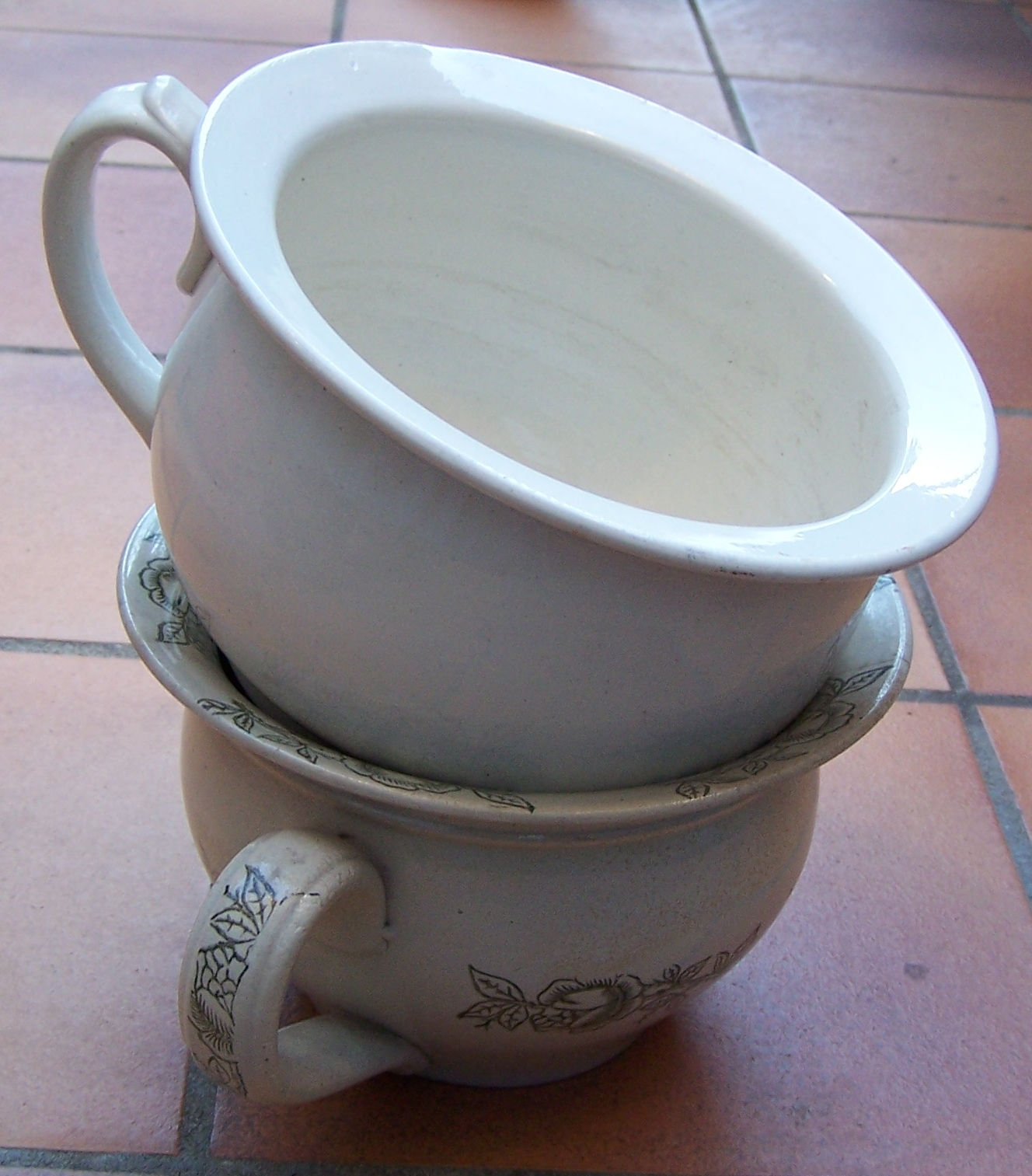
Stacked chamber pots

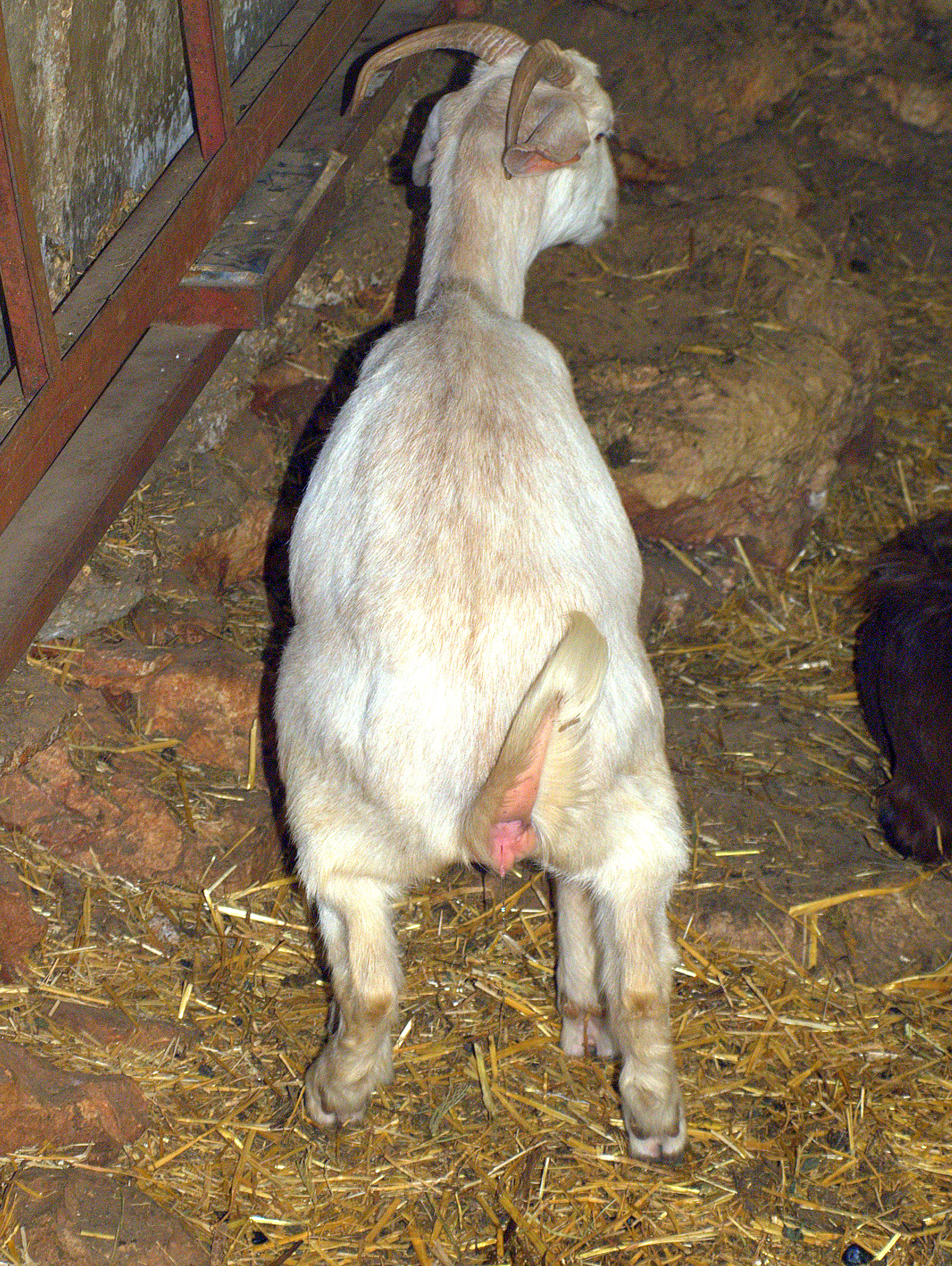
ماعز تتبول

التبول (بالإنجليزية: Urination)‏ هو قذف البول من المثانة من خلال الإحليل إلى خارج الجسم. وفي البشر الإصحاء تَخْضَع عملية التبول للتحكم الإرادي. وفي الرضع والمسنين والأفراد ذوي الإصابة العصبية، قد يحدث التبول اللاإرادي باعتبارها رد فعل منعكس. في الحيوانات الأخرى، بالإضافة إلى طرد الفضلات، يمكن ان يكون التبول علامة إقليم أو تصريح بالاستكانة. ومن الناحية الفسيولوجية، التبول يشمل التنسيق بين الجهاز العصبي المركزي، الجهاز العصبي الذاتي والجهاز العصبي الجسدي. ومراكز الدماغ التي تنظم التبول تشمل مركز التبول الجسري، مسال المحيط الرمادي، والقشرة المخية. في الذكور يُخْرَج البول عن طريق القضيب، وعند الإناث من خلال فتحة مجرى البول.

## تشريح المثانة والإحليل

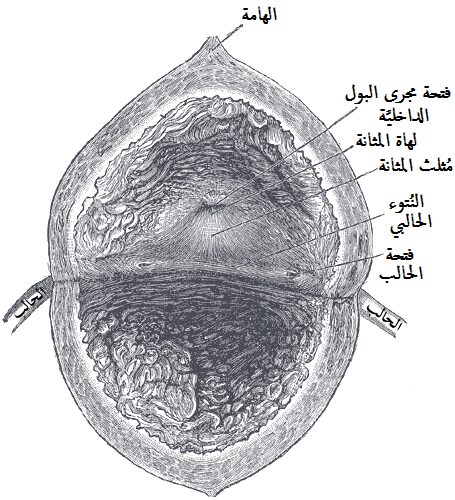
المناطق الداخلية من المثانة

## الاعتلالات
يمكن أن تسبب الكثير من الحالات السريرية اضطرابات للتبول العادي. وهنا قائمة جزئية :
- سلس البول، أو عدم القدرة على الاستمرار البول.
- احتباس البول، عدم القدرة على بدء التبول.
- فرط نشاط المثانة، ورغبة قوية للتبول، وعادة يترافق مع فرط نشاط النافصة.
- متلازمة المثانة المؤلمة، وهي حالة تتميز بتكرار البول، والإلحاح، والألم.
- التهاب الموثة، وهو التهاب في غدة الموثة التي يمكن أن تسبب تكرار البول، والإلحاح، والألم.
- ضخامة البروستات، وتوسع البروستات التي يمكن أن تسبب تكرار البول، والإلحاح، والاحتفاظ، والمراوغة من البول.
- عدوى الجهاز البولي والذي يمكن أن يسبب عسر البول والتردد.
- قلة البول يشير إلى انخفاض كمية البول، وعادة بسبب وجود مشكلة في المسالك البولية العلوي.
- انقطاع البول يشير إلى غياب أو شبه غياب لإخراج البول.
- متلازمة المثانة الخجولة هو عدم القدرة على التبول في وجود الآخرين، كما هو الحال في المراحيض العامة.

## وصلات خارجية
- Neurogenic Bladder في موقع إي ميديسين، فيه وصف للفيزيولوجيا العصبية للتبول.
- "Urination" at HowStuffWorks.com